# Ostorhinchus
Ostorhinchus là một chi cá trong họ cá sơn (Apogonidae) bản địa của vùng Ấn Độ Dương và Thái Bình Dương.

## Các loài
Hiện hành có 93 loài được ghi nhận trong chi này:
- Ostorhinchus angustatus (H. M. Smith & Radcliffe, 1911)
- Ostorhinchus aphanes T. H. Fraser, 2012
- Ostorhinchus apogonoides (Bleeker, 1856)
- Ostorhinchus aroubiensis (Hombron & Jacquinot, 1853)
- Ostorhinchus aterrimus (Günther, 1867)
- Ostorhinchus atrogaster (H. M. Smith & Radcliffe, 1912)
- Ostorhinchus aureus (Lacépède, 1802)
- Ostorhinchus brevispinis (T. H. Fraser & J. E. Randall, 2003)
- Ostorhinchus bryx (T. H. Fraser, 1998)
- Ostorhinchus capricornis (G. R. Allen & J. E. Randall, 1993)
- Ostorhinchus cavitensis (D. S. Jordan & Seale, 1907)
- Ostorhinchus chalcius (T. H. Fraser & J. E. Randall, 1986)
- Ostorhinchus cheni (Hayashi, 1990)
- Ostorhinchus chrysopomus (Bleeker, 1854)
- Ostorhinchus chrysotaenia (Bleeker, 1851)
- Ostorhinchus cladophilos (G. R. Allen & J. E. Randall, 2002)
- Ostorhinchus compressus (H. M. Smith & Radcliffe, 1911)
- Ostorhinchus cookii (W. J. Macleay, 1881)
- Ostorhinchus cyanosoma (Bleeker, 1853)
- Ostorhinchus cyanotaenia (Bleeker, 1853)
- Ostorhinchus dispar (T. H. Fraser & J. E. Randall, 1976)
- Ostorhinchus diversus (H. M. Smith & Radcliffe, 1912)
- Ostorhinchus doederleini (D. S. Jordan & Snyder, 1901)
- Ostorhinchus endekataenia (Bleeker, 1852)
- Ostorhinchus fasciatus (J. White, 1790)
- Ostorhinchus flagelliferus J. L. B. Smith, 1961
- Ostorhinchus flavus (G. R. Allen & J. E. Randall, 1993)
- Ostorhinchus fleurieu Lacépède, 1802
- Ostorhinchus franssedai (G. R. Allen, Kuiter & J. E. Randall, 1994)
- Ostorhinchus fukuii (Hayashi, 1990)
- Ostorhinchus griffini (Seale, 1910)
- Ostorhinchus gularis (T. H. Fraser & Lachner, 1984)
- Ostorhinchus hartzfeldii (Bleeker, 1852)
- Ostorhinchus heptastygma (G. Cuvier, 1828)
- Ostorhinchus hoevenii (Bleeker, 1854)
- Ostorhinchus holotaenia (Regan, 1905)
- Ostorhinchus ishigakiensis (H. Ida & J. T. Moyer, 1974)
- Ostorhinchus jenkinsi (Evermann & Seale, 1907)
- Ostorhinchus kiensis (D. S. Jordan & Snyder, 1901)
- Ostorhinchus komodoensis (G. R. Allen, 1998)
- Ostorhinchus leptofasciatus (G. R. Allen, 2001)
- Ostorhinchus leslie J. K. Schultz & J. E. Randall, 2006
- Ostorhinchus limenus (J. E. Randall & Hoese, 1988)
- Ostorhinchus lineomaculatus (G. R. Allen & J. E. Randall, 2002)
- Ostorhinchus luteus (J. E. Randall & Kulbicki, 1998)
- Ostorhinchus maculiferus (A. Garrett, 1864)
- Ostorhinchus magnifica (Seale, 1910)
- Ostorhinchus margaritophorus (Bleeker, 1855)
- Ostorhinchus melanoproctus (T. H. Fraser & J. E. Randall, 1976)
- Ostorhinchus melanopterus (Fowler & B. A. Bean, 1930)
- Ostorhinchus microspilos (G. R. Allen & J. E. Randall, 2002)
- Ostorhinchus moluccensis (Valenciennes, 1832)
- Ostorhinchus monospilus (T. H. Fraser, J. E. Randall & G. R. Allen, 2002)
- Ostorhinchus multilineatus (Bleeker, 1874)
- Ostorhinchus mydrus (D. S. Jordan & Seale, 1905)
- Ostorhinchus nanus (G. R. Allen, Kuiter & J. E. Randall, 1994)
- Ostorhinchus neotes (G. R. Allen, Kuiter & J. E. Randall, 1994)
- Ostorhinchus nigricans (F. Day, 1875)
- Ostorhinchus nigripes (Playfair (fr), 1867)
- Ostorhinchus nigrocinctus (H. M. Smith & Radcliffe, 1912)
- Ostorhinchus nigrofasciatus (Lachner, 1953)
- Ostorhinchus norfolcensis (J. D. Ogilby, 1888)
- Ostorhinchus notatus (Houttuyn, 1782)
- Ostorhinchus noumeae (Whitley, 1958)
- Ostorhinchus novemfasciatus (G. Cuvier, 1828) (Seven-striped cardinalfish)
- Ostorhinchus ocellicaudus (G. R. Allen, Kuiter & J. E. Randall, 1994)
- Ostorhinchus oxina (T. H. Fraser, 1999)
- Ostorhinchus oxygrammus (G. R. Allen, 2001)
- Ostorhinchus parvula (H. M. Smith & Radcliffe, 1912)
- Ostorhinchus pallidofasciatus (G. R. Allen, 1987)
- Ostorhinchus pleuron (T. H. Fraser, 2005)
- Ostorhinchus popur (Montrouzier, 1857)
- Ostorhinchus properuptus (Whitley, 1964)
- Ostorhinchus pselion (J. E. Randall, T. H. Fraser & Lachner, 1990)
- Ostorhinchus quinquestriatus (Regan, 1908)
- Ostorhinchus radcliffei (Fowler, 1918)
- Ostorhinchus regula (T. H. Fraser & J. E. Randall, 2003)
- Ostorhinchus relativus (J. E. Randall, 2001)
- Ostorhinchus rubrimacula (J. E. Randall & Kulbicki, 1998)
- Ostorhinchus rueppellii (Günther, 1859)
- Ostorhinchus rufus (J. E. Randall & T. H. Fraser, 1999)
- Ostorhinchus schlegeli (Bleeker, 1855)
- Ostorhinchus sealei (Fowler, 1918)
- Ostorhinchus selas (J. E. Randall & Hayashi, 1990)
- Ostorhinchus semilineatus (Temminck & Schlegel, 1842)
- Ostorhinchus septemstriatus (Günther, 1880)
- Ostorhinchus sinus (J. E. Randall, 2001)
- Ostorhinchus spilurus (Regan, 1905)
- Ostorhinchus taeniophorus (Regan, 1908)
- Ostorhinchus urostigmus (Bleeker, 1874)
- Ostorhinchus victoriae (Günther, 1859)
- Ostorhinchus wassinki (Bleeker, 1861)
- Ostorhinchus wilsoni (Fowler, 1918)